# Большое Лисино
Большое Лисино — ныне не существующая деревня в Тосненском районе Ленинградской области России. Находилась на территории современного Лисинского сельского поселения.

## История
Первоначально в деревне Ховинмяки (фин. Hovinmäki) была расположена Кирха Святого Иоанна.
На топографической карте Санкт-Петербургской губернии 1834 года указано Старое Лисино.
На Военно-топографических картах Российской империи, созданных в 1846—1863 годах указано Б. Лисино.
В Списке населённых мест Российской империи по сведениям 1859—1873 годов указана деревня Гове-Мяки (Большое Лисино).
На Карте района маневров 1913 г. — Бол. Лисино / Говви-Мяки.
С марта 1917 по январь 1923 — в Больше-Лисинском сельсовете Лисинской волости Детскосельского уезда, с февраля 1923 по июль 1927 — в Больше-Лисинском сельсовете Лисинской волости Гатчинского уезда, с августа 1927 по 30 июня 1930 — в Больше-Лисинском сельсовете Колпинского района Ленинградского округа, с июля 1930 по декабрь 1944 — в Больше-Лисинском сельсовете Тосненского района.
На карте РККА 1941 года (состояние местности — 1931—1937 годы) — Бол. Лисино / Говви-Мяки.
По данным 1933 года деревня Большое Лисино — административный центр Больше-Лисинского сельсовета Тосненского района, в который входили деревни Большое Лисино, Еглизи, Поповка, Ульяновка, Лисино, хутора Затишье, Старое-Лисино.
В 1939 году население Большого Лисино — 61 человек.
С сентября 1941 по декабрь 1943 деревня была в оккупации во время Великой Отечественной войны.
На 1 января 1951 года население Большого Лисино — 79 человек.
Деревня была включена в состав Большелисинского избирательного участка № 112/809 перед выборами в Совет Союза и Совет Национальностей ВС СССР 1958 года.
В составах избирательных участков перед выборами в Совет Союза и в Совет Национальностей Верховного Совета СССР 1962 года Большое Лисино не указано.